# Jack Barnes
Jack Barnes, född 1940, är en amerikansk kommunistisk politiker. Han är partiledare för trotskistiska Socialist Workers Party sedan 1972.